# (38004) 1998 KJ47
1998 KJ47 (asteroide 38004) é um asteroide da cintura principal. Possui uma excentricidade de 0.12708100 e uma inclinação de 4.28467º.
Este asteroide foi descoberto no dia 22 de maio de 1998 por LINEAR em Socorro.